# دانيال إل. مارش
دانيال إل. مارش (بالإنجليزية: Daniel L. Marsh)‏ هو سياسي أمريكي، ولد في 12 أبريل 1880 في ويست نيوتن في الولايات المتحدة، وتوفي في 22 مايو 1968.